# Gens Anicia
De gens Anicia was een vooraanstaande Romeinse gens, die sinds de 3e eeuw v.Chr. betuigd is en in de 2e eeuw v.Chr. het consulaat verkreeg en daarmee tot het patriciaat toetrad. In de republikeinse tijd was de betekenis van deze familie vrij gering, maar in de late keizertijd bereikte ze grote hoogten.
In de 4e eeuw won de gens Anicia aan belang door de kerstening van het keizerrijk, omdat zij als een van de eerste oude geslachten het nieuwe geloof aannam. Het is overigens niet duidelijk of de laatantieke Anicii daadwerkelijk van het republikeinse gens Anicia afstamden. Als er al een familieband bestond, dan was dit hoogstens door adoptie — statistisch gezien ontbrak in de Romeinse bovenklasse om de drie generaties een mannelijke erfgenaam, waardoor alle republikeinse senatoriale families reeds omstreeks het jaar 100 of ten laatste in de tijd van de Severi in rechtstreekse lijn uitgestorven waren. Dit gold waarschijnlijk ook voor de ‘republikeinse Anicii’.

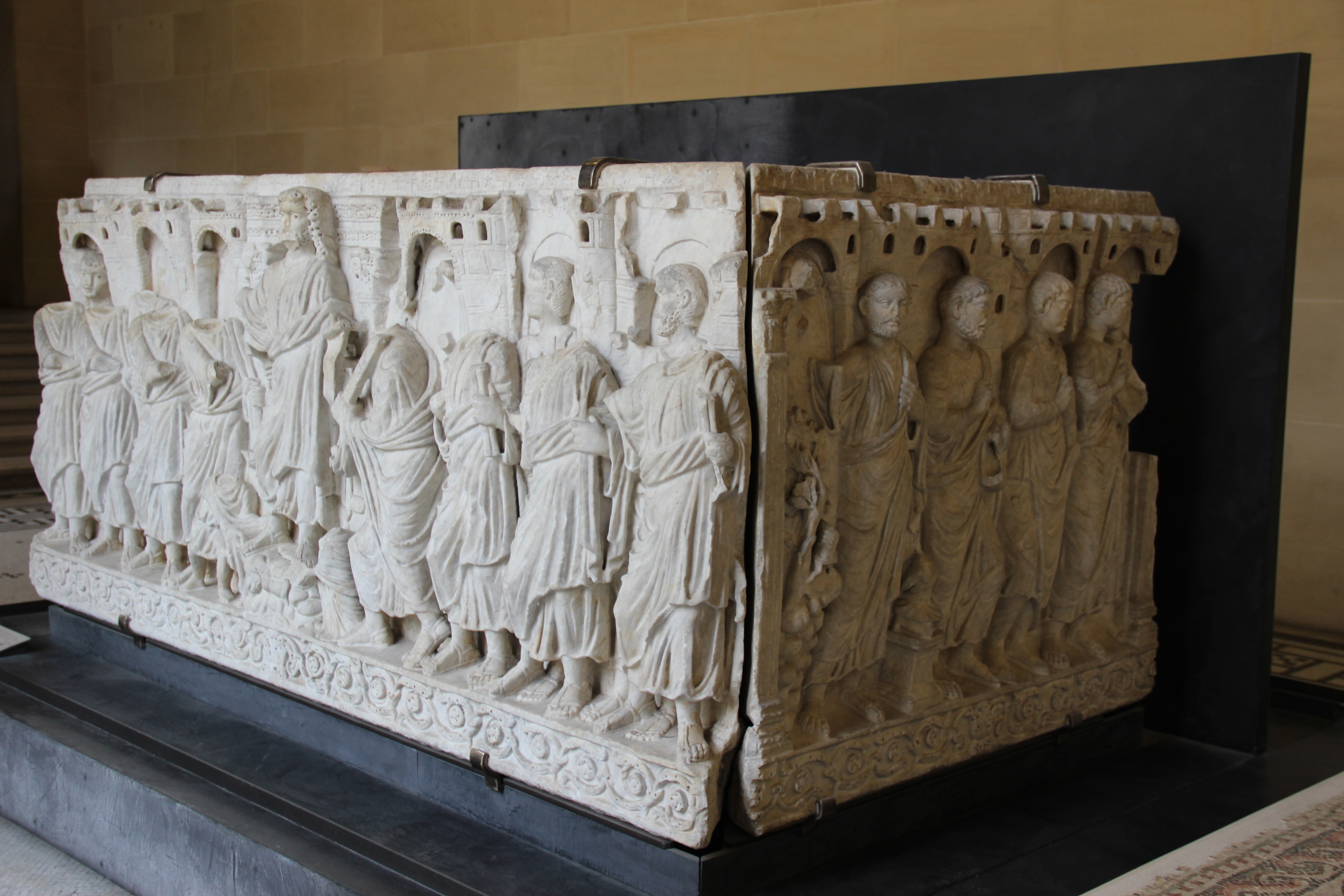
Sarcofaag van de Traditio Legis (late 4e eeuw), gevonden in het mausoleum van de Anicii.

Een eerste beroemd familielid was Sextus Petronius Probus, die in de 4e eeuw in het geslacht introuwde en de hoofdlijn van de Anicii via vrouwelijke lijn zou voortzetten. De rechtstreekse mannelijke lijn was overigens al in het midden van de 4e eeuw (opnieuw) uitgestorven en had zich door adoptie voortgezet. Probus was een van de meest vooraanstaande en invloedrijke mannen van zijn tijd, en twee van zijn zonen zouden in het jaar 395 samen het consulaat bekleden.
In de late 5e en vroege 6e eeuw leefde en werkte Boëthius, een telg van dit geslacht, die niet alleen als staatsman en consul faam verwierf, maar ook — en vooral — als wijsgeer, godgeleerde en vertaler van Griekse teksten. Naast Augustinus van Hippo en Gregorius de Grote (die waarschijnlijk ook een Anicius was), geldt Boëthius (voluit Anicius Manlius Severinus Boëthius) als de grootste Latijnse filosoof en theoloog van de late oudheid. Andere beroemde telgen van het geslacht Anicius waren de West-Romeinse keizer Olybrius en diens dochter, de invloedrijke aristocrate Anicia Iuliana.
Zoals bijna alle Romeinse senatorengeslachten hingen de Anicii het katholicisme aan, dat ten tijde van Boëthius in een hevige polemiek met het arianisme verwikkeld was. Het feit dat de familie nog in de 6e eeuw bezittingen in heel het Middellandse Zeegebied had, bewijst hoe lang de nauwe contacten tussen het Oost- en West-Romeinse Rijk standhielden. Aan het begin van de 7e eeuw verdwijnt elk spoor van de Anicii.
John Moorhead wijst erop dat men zich de Anicii niet moet voorstellen als een samenhangende, machtige clan waarvan de leden gezamenlijke overtuigingen deelden en die zich als een politiek blok gedroegen. Integendeel, in situaties zoals het Laurentiaanse schisma kunnen we in beide partijen Anicii vinden.